# 奔騰
奔騰（ほんとう、ベスチューン/ベスターン、Benteng、英語表記：Bestune/Besturn）は、中国の自動車メーカー、第一汽車の乗用車ブランドの一つ。一汽轎車によって2006年から製造・販売が行われている。

## 歴史
2006年5月、上海モーターショーにB70、B50などを出展。同年8月にB70を販売開始。エンブレムは他の一汽の自主ブランドとは異なり独自のロゴが採用されていたが、2011年から共通の一汽ロゴに改められた。また、販売網は2008年に紅旗ブランドと統合されている。2018年10月17日、「世界の窓」と呼ばれる新たなブランドロゴを発表。T77より導入される。
2018年末、奔騰の英語名を「Besturn」から「Bestune」に変更した。

## 現行車種一覧

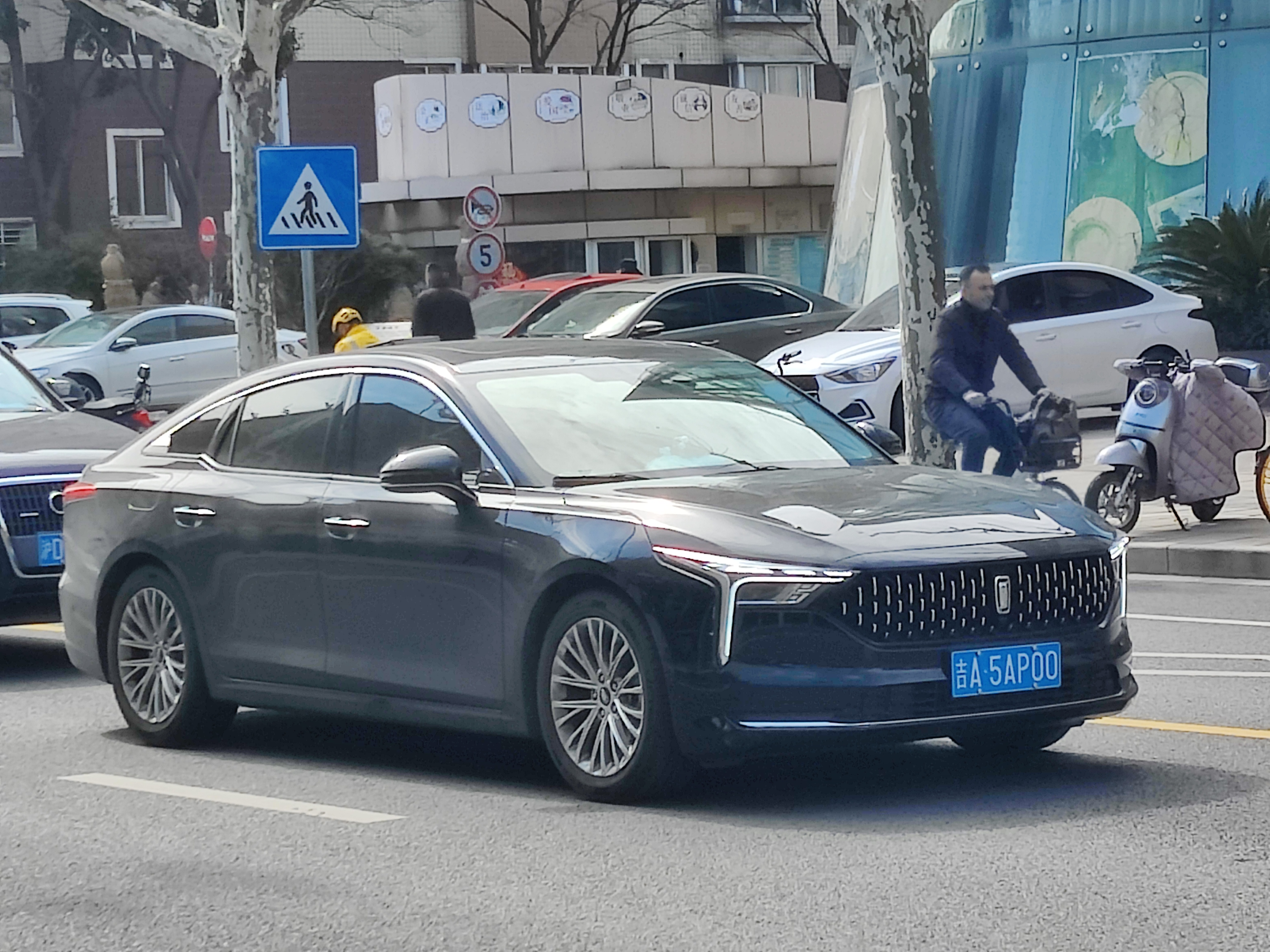
奔騰・B70

- 奔騰・B70
- 奔騰・B70S
- 奔騰・E01（英語版）
- 奔騰・NAT
- 奔騰・E05（英語版）
- 奔騰・T33（ドイツ語版）/奔騰・X40（英語版）
- 奔騰・T55（英語版）
- 奔騰・T77（英語版）
- 奔騰・T77Pro
- 奔騰・T99（英語版）
- 奔騰・X80（英語版）

## 旧来車種一覧

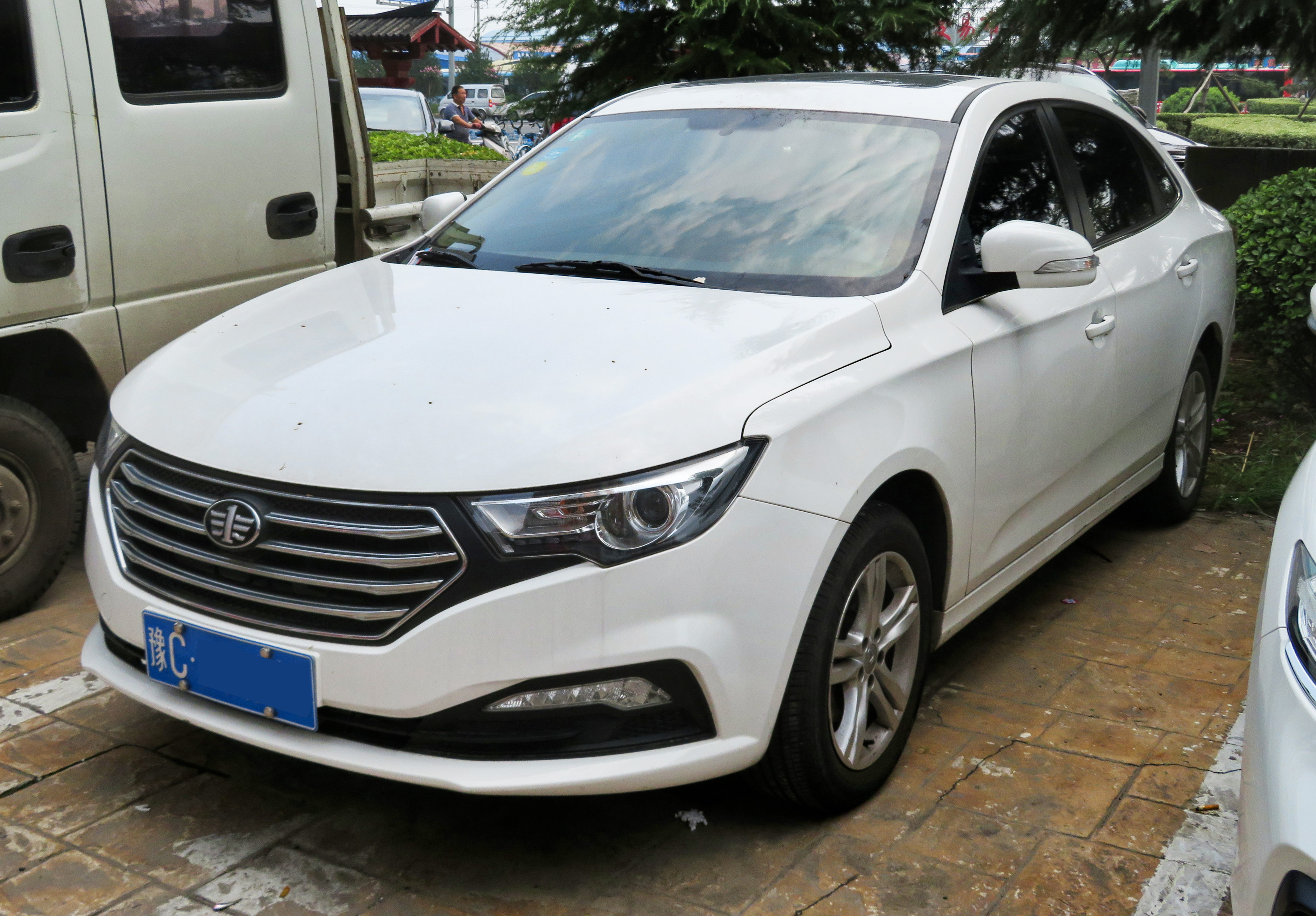
奔騰・B30

- 奔騰・B30（英語版）
- 奔騰・B50
- 奔騰・B90